# 12358 Адзурра
12358 Адзурра (12358 Azzurra) — астероїд головного поясу, відкритий 22 вересня 1993 року.
Тіссеранів параметр щодо Юпітера — 3,307.